# The Sunshine Underground
The Sunshine Underground es un grupo inglés de indie rock, proveniente de Leeds, Yorkshire del Oeste. The Sunshine Underground toca una variedad de punk, indie y funk.

## Historia

### Formación
La banda es originaria de Telford y Shrewsbury, y se formó mientras sus miembros estudiaban en la New College Telford. Luego, la banda se mudó al área residencial de Woodhouse en Leeds debido a la decisión del baterista, Matthew Gwilt, de estudiar en la Leeds College of Music, y fue ahí, donde comenzó el desarrollo del sonido de la banda.
El grupo recibe su nombre de un tema del álbum  Surrender de The Chemical Brothers.
En su primera gira nacional tuvieron presentaciones con entradas agotadas en Londres y en Leeds. Seguido de su gira soporte para LCD Soundsystem, el grupo se ganó el trofeo a Banda En Vivo del año en los Leeds Music Awards.

### Álbum debut (2006)
Su álbum debut, Raise the Alarm, se completó en mayo de 2006 y se lanzó el 28 de agosto del mismo año. Hicieron múltiples presentaciones en el circuito de festivales europeo de primavera/verano del 2006.
En el mes de noviembre la banda tuvo aún más presentaciones en vivo, en locales de mayor concurrencia dentro del Reino Unido, incluyendo ciudades como Glasgow, Preston, Barnsley y Londres sumando otros conciertos en mayo de 2007. Notablemente tocaron en el "Other Stage" en el Festival de Glastonbury en junio y encabezaron en el "Future Stage" en el festival de T in the Park en julio y en los Festivales de Reading y Leeds en agosto, tocando en el "NME Stage".

### Segundo álbum y separación de Daley Smith (2008-2011)
En noviembre de 2008, luego de varios meses sin actividad, la banda publicó varios demos nuevos en su página de MySpace titulados "Malibu", "Epic", "Darktime", "Animals" y "An Introduction". La banda declaró que ninguno de esos temas formaría parte de su segundo álbum.
Grabaron una canción con FC Kahuna llamada "From The City To The Sea" la cual se hizo pública y disponible para la descarga en febrero de 2009. Fue lanzada como una descarga gratuita porque difiere con otras canciones que formarían parte del segundo álbum.
El 16 de abril de 2009, la banda subió versiones de baja calidad de cinco temas de su segundo álbum a su página de MySpace; "In Your Arms", "Coming to Save You", "Spell It Out", "Your Friends" (cuyo título se cambió a "We've Always Been Your Friends") y "Any Minute Now". La banda tocó en varios festivales durante ese verano como el Festival 'V' y una cantidad de pequeños festivales locales incluyendo Bathgate Live y Bingley.

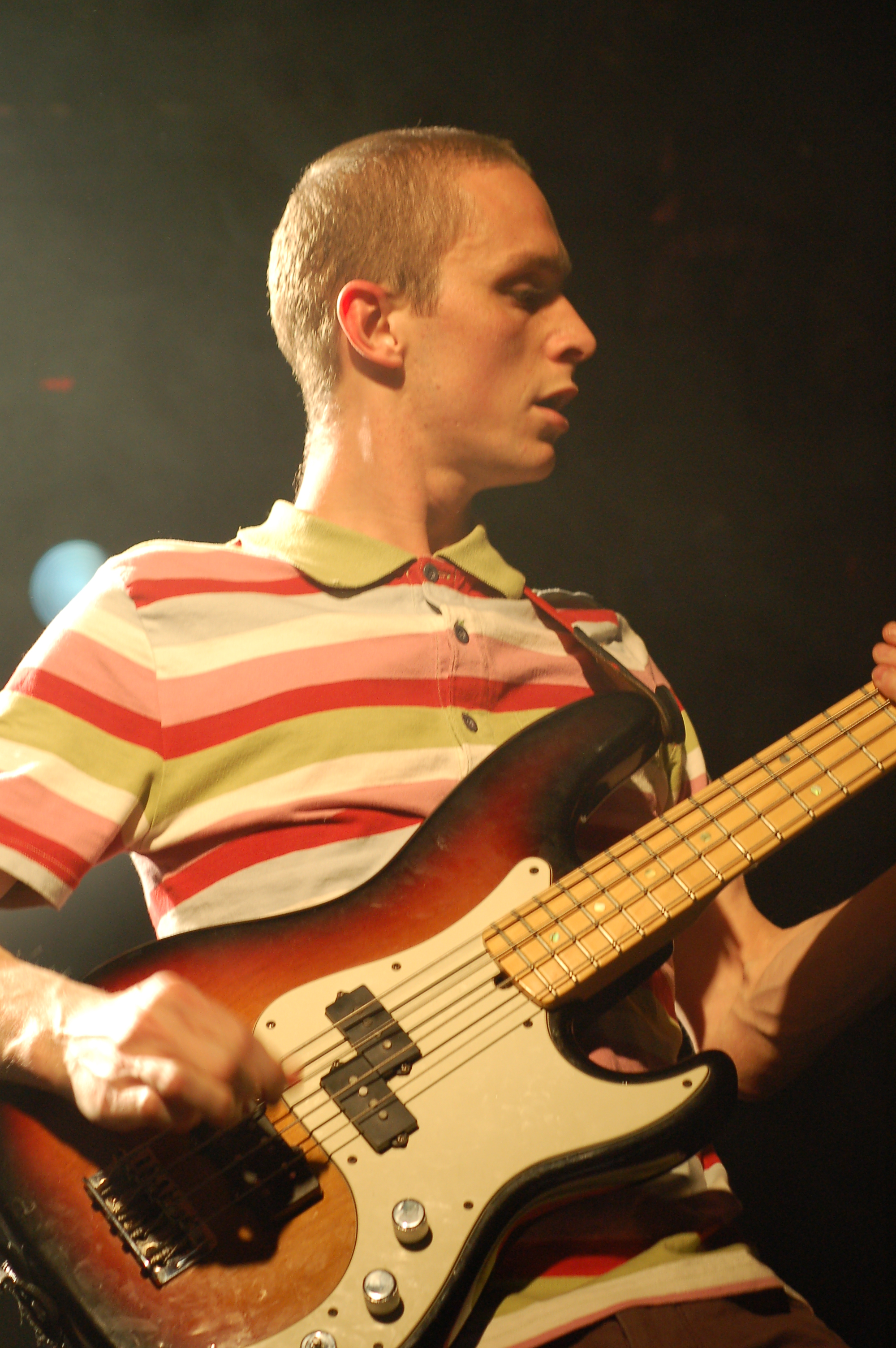
Daley Smith, exbajista de la banda

El 3 de noviembre de 2009 The Sunshine Underground lanzó un EP de 5 pistas titulado "Everything, Right Now". El EP incluye 2 canciones nunca antes escuchadas, 2 demos remezclados presentados en su página de MySpace en noviembre de 2008 ("Darktime", con el nombre cambiado a "Dark Days" y "Animals"), y la canción "Coming to Save You" la cual es parte de su segundo álbum. La banda finalmente lanzó el sucesor a Raise The Alarm el 1 de febrero de 2010 titulado Nobody's Coming to Save You a través de City Rockers con distribución de EMI. El álbum alcanzó el puesto #86 en los charts de álbumes del Reino Unido la semana siguiente a su lanzamiento. En coincidencia al lanzamiento del álbum, The Sunshine Underground inició una gira de tres semanas en el Reino Unido tocando en locales como el ABC de Glasgow, el Manchester Ritz, Koko (Camden) y finalizando con un concierto con entradas agotadas en la Leeds Academy, en su ciudad natal, Leeds.
El 21 de febrero de 2011, el bajista Daley Smith anunció que dejaba la banda y dio la siguiente declaración:
"Estoy triste y feliz en anunciar que estoy dejando The Sunshine Underground. Triste por que estoy dejando atrás algunos de los mejores amigos que he tenido, pero también feliz por que ahora puedo empezar una aventura completamente nueva. No ha habido caídas, diferencias artísticas ni ningún asunto de ese tipo. Simplemente siento, que para mí, es momento de algo nuevo. Esta no fue una decisión fácil de tomar y no la tomé a la ligera. Pensé mucho tiempo en esto y al final la conclusión era clara. Desde nuestros comienzos humildes hemos alcanzado un montón. Lo más destacado ha sido lanzar dos grandes álbumes y un EP, los conciertos en Japón, SxSW, México, Glastonbury, y tantas otras que no podría lograr mencionar a todas aquí. Hemos sido bendecidos con algunos de los fanáticos más leales y brillantes que una banda podría desear. Me gustaría agradecer a todos y cada uno de ustedes, por levantarse, seguirnos y nunca dejarnos. Gracias de vuelta, locos bastardos. En adelante estaré tocando mis últimas fechas con la banda en abril, mi último concierto será en el festival Snowbombing. Deseo a los otros tres muchachos la mejor de las suertes para el futuro, y sé que continuarán haciéndome sentir orgulloso produciendo más música asombrosa. Entonces, por ahora, este es un adiós."
The Sunshine Underground luego confirmó que seguirán como una banda de tres integrantes.

### Tercer álbum (2011-presente)
A comienzos del 2011, The Sunshine Underground anunció que se encontraba en proceso de composición y producción de canciones para su tercer álbum. El 27 de marzo del mismo año subieron a su cuenta en SoundCloud un demo de la canción "The Same Old Ghosts" que será parte del próximo álbum; y el 22 de abril subieron el demo de "I.I.O.Y". Ambas canciones ya habían tocado en sus presentaciones en vivo por el norte de Inglaterra entre diciembre de 2010 y abril de 2011.

## Miembros
- Craig Wellington - Vocalista, Guitarra, Cencerro, Agogô
- Stuart Jones - Guitarra
- Matthew Gwilt - Batería

### Miembros anteriores
- Daley Smith - Bajo (hasta abril de 2011)

## Discografía

### Demos
- My Army EP (2004)

### Álbumes
- Raise the Alarm (28 de agosto de 2006) - City Rockers

- Nobody's Coming to Save You (1 de febrero de 2010) - City Rockers / EMI

### Extended plays
- Everything, Right Now (November 2009)

### Sencillos
| Año  | Canción                             | Álbum                              |
| ---- | ----------------------------------- | ---------------------------------- |
| 2005 | "Put You in Your Place"             | Raise the Alarm                    |
| 2006 | "Commercial Breakdown"              | Raise the Alarm                    |
| 2006 | "What You Like"                     | Sencillo de "Commercial Breakdown" |
| 2006 | "I Ain't Losing Any Sleep"          | Raise the Alarm                    |
| 2006 | "Put You in Your Place" (reedición) | Raise the Alarm                    |
| 2006 | "Commercial Breakdown" (reedición)  | Raise the Alarm                    |
| 2007 | "Borders"                           | Raise the Alarm                    |
| 2010 | "In Your Arms"                      | Nobodys Coming to Save You         |
| 2010 | "Coming To Save You"                | Nobodys Coming to Save You         |
| 2010 | "We've Always Been Your Friends"    | Nobodys Coming to Save You         |
| 2010 | "Spell It Out"                      | Nobodys Coming to Save You         |